# Діамантіно Іуна Фафе
Діамантіно Іуна Фафе (фр. Diamantino Iuna Fafé; нар. 10 червня 2001) — борець вільного стилю з Гвінеї-Бісау, дворазовий чемпіон та срібний призер чемпіонату Африки, учасник двох Олімпійських ігор.

## Життєпис
У 2017 році став бронзовим призером чемпіонату Африки серед кадетів. Наступного року переміг на Юнацьких Африканських іграх. У 2019 році став чемпіоном Африки серед юніорів. Того ж року дебютував на дорослому рівні на чемпіонаті світу і посів 21 місце. У 2019 році на чемпіонаті Африки серед дорослих здобув срібну нагороду. У квітні 2021 року переміг на Олімпійському кваліфікаційному турнірі, що відбувся в туніському місті Хаммамет, що дозволило йому вибороти ліцензію на участь в літніх Олімпійських іграх 2020 року в Токіо. На Олімпіаді поступився у першому ж поєдинку Нурісламу Санаєву з Казахстану (0:7) і вибув з турніру.
Мешкає і тренується в Ель-Джадіді, Марокко.

## Спортивні результати на міжнародних змаганнях

### Виступи на Олімпіадах
| Змагання                    | Збірна       | Вагова категорія          | Місце |
| --------------------------- | ------------ | ------------------------- | ----- |
| Літні Олімпійські ігри 2020 | Гвінея-Бісау | вільна боротьба, до 57 кг | 15    |
| Літні Олімпійські ігри 2024 | Гвінея-Бісау | вільна боротьба, до 57 кг | 9     |

### Виступи на Чемпіонатах світу
| Змагання                        | Збірна       | Вагова категорія          | Місце |
| ------------------------------- | ------------ | ------------------------- | ----- |
| Чемпіонат світу з боротьби 2019 | Гвінея-Бісау | вільна боротьба, до 57 кг | 21    |
| Чемпіонат світу з боротьби 2022 | Гвінея-Бісау | вільна боротьба, до 57 кг | 26    |
| Чемпіонат світу з боротьби 2023 | Гвінея-Бісау | вільна боротьба, до 57 кг | 22    |

### Виступи на Чемпіонатах Африки
| Змагання                         | Збірна       | Вагова категорія          | Місце  |
| -------------------------------- | ------------ | ------------------------- | ------ |
| Чемпіонат Африки з боротьби 2020 | Гвінея-Бісау | вільна боротьба, до 57 кг | Срібло |
| Чемпіонат Африки з боротьби 2023 | Гвінея-Бісау | вільна боротьба, до 57 кг | Золото |
| Чемпіонат Африки з боротьби 2024 | Гвінея-Бісау | вільна боротьба, до 57 кг | Золото |

### Виступи на Африканських іграх
| Змагання              | Збірна       | Вагова категорія          | Місце |
| --------------------- | ------------ | ------------------------- | ----- |
| Африканські ігри 2019 | Гвінея-Бісау | вільна боротьба, до 57 кг | 5     |

### Виступи на Кубках світу
| Змагання                    | Збірна       | Вагова категорія          | Місце |
| --------------------------- | ------------ | ------------------------- | ----- |
| Кубок світу з боротьби 2020 | Гвінея-Бісау | вільна боротьба, до 57 кг | 9     |

### Виступи на інших змаганнях
| Змагання                                                          | Збірна       | Вагова категорія          | Місце  |
| ----------------------------------------------------------------- | ------------ | ------------------------- | ------ |
| Олімпійський кваліфікаційний турнір з боротьби 2021               | Гвінея-Бісау | вільна боротьба, до 57 кг | Золото |
| Турнір міста Сассарі з боротьби 2021                              | Гвінея-Бісау | вільна боротьба, до 57 кг | Золото |
| Гран-прі Анрі Деглана 2023                                        | Гвінея-Бісау | вільна боротьба, до 57 кг | Срібло |
| Турнір Ібрагіма Мустафи 2023                                      | Гвінея-Бісау | вільна боротьба, до 57 кг | 15     |
| Відкритий чемпіонат Загреба з боротьби 2024                       | Гвінея-Бісау | вільна боротьба, до 57 кг | 14     |
| Гран-прі Франції Анрі Деглана 2024                                | Гвінея-Бісау | вільна боротьба, до 57 кг | Бронза |
| Олімпійський кваліфікаційний турнір з боротьби 2024 (Александрія) | Гвінея-Бісау | вільна боротьба, до 57 кг | Золото |
| Меморіал Маттео Пелліконе 2024                                    | Гвінея-Бісау | вільна боротьба, до 57 кг | Срібло |
| Меморіал Вацлава Циолковського 2024                               | Гвінея-Бісау | вільна боротьба, до 57 кг | Срібло |

### Виступи на змаганнях молодших вікових груп
| Змагання                                       | Збірна       | Вагова категорія          | Місце  |
| ---------------------------------------------- | ------------ | ------------------------- | ------ |
| Чемпіонат Африки з боротьби серед кадетів 2017 | Гвінея-Бісау | вільна боротьба, до 54 кг | Бронза |
| Юнацькі Африканські ігри 2018                  | Гвінея-Бісау | вільна боротьба, до 55 кг | Золото |
| Чемпіонат Африки з боротьби серед юніорів 2019 | Гвінея-Бісау | вільна боротьба, до 57 кг | Золото |
| Чемпіонат світу з боротьби серед юніорів 2019  | Гвінея-Бісау | вільна боротьба, до 57 кг | 24     |
| Чемпіонат світу з боротьби серед молоді 2023   | Гвінея-Бісау | вільна боротьба, до 57 кг | 15     |